# Formule di Waring
Le formule di Waring sono formule algebriche utilizzate nella soluzione di un sistema simmetrico, e derivano dalle teorie di Edward Waring, matematico britannico del XVIII secolo.
Le formule più utilizzate sono quelle per potenze del binomio di ordine {\displaystyle n=2} oppure {\displaystyle n=3}, che sono quelle del quadrato e cubo del binomio. Questo calcolo serve a trasformare le potenze del binomio di variabili {\displaystyle a} e  {\displaystyle b} in somme e prodotti di queste variabili. Tali somme e prodotti di queste variabili sono riconducibili alla forma canonica di un sistema simmetrico. Da notare che: {\displaystyle s=a+b} e {\displaystyle p=ab}.
1. {\displaystyle a^{2}+b^{2}=(a+b)^{2}-2ab=s^{2}-2p;}
2. {\displaystyle a^{3}+b^{3}=(a+b)^{3}-3a^{2}b-3ab^{2}=(a+b)^{3}-3ab(a+b)=s^{3}-3ps;}
3. {\displaystyle a^{4}+b^{4}=(a+b)^{4}-4a^{3}b-6a^{2}b^{2}-4ab^{3}=(a+b)^{4}-4ab(a^{2}+b^{2})-6a^{2}b^{2}=s^{4}-4p(s^{2}-2p)-6p^{2}=s^{4}-4ps^{2}+2p^{2};}
4. {\displaystyle a^{5}+b^{5}=(a+b)^{5}-5ab(a^{3}+b^{3})-10a^{2}b^{2}(a+b)=s^{5}-5ps^{3}+5p^{2}s;}
5. {\displaystyle a^{6}+b^{6}=(a+b)^{6}-6ab(a^{4}+b^{4})-15a^{2}b^{2}(a^{2}+b^{2})-20a^{3}b^{3}=s^{6}-6ps^{4}+9p^{2}s^{2}-2p^{3};}
6. {\displaystyle a^{7}+b^{7}=(a+b)^{7}-7ab(a^{5}+b^{5})-21a^{2}b^{2}(a^{3}+b^{3})-35a^{3}b^{3}(a+b)=s^{7}-7ps^{5}+14p^{2}s^{3}-7p^{3}s;}
7. {\displaystyle a^{8}+b^{8}=(a+b)^{8}-8ab(a^{6}+b^{6})-28a^{2}b^{2}(a^{4}+b^{4})-56a^{3}b^{3}(a^{2}+b^{2})-70a^{4}b^{4}=s^{8}-8ps^{6}+20p^{2}s^{4}-16p^{3}s^{2}+2p^{4}.}

Per il postulato di Peano, la formula di Waring è deducibile per ogni potenza {\displaystyle n.} Infatti la proprietà {\displaystyle P(n)} è stata dedotta per {\displaystyle n=2,3,4,} nei quali sono stati messi in evidenza i successivi passaggi algebrici, ed è perciò generalizzabile a {\displaystyle n} qualsiasi.
Come già per la quarta potenza nella quale viene sostituita la formula della seconda potenza del binomio, la ricorsione delle prime 4 in quelle di ordine {\displaystyle n}-esimo, permette di esprimere il tutto in potenze della somma e prodotto delle variabili {\displaystyle a} e {\displaystyle b.} È opportuno vedere le formule di Waring in relazione ai sistemi simmetrici in quanto sono nate ed essenzialmente si usano in questo contesto, nel quale è necessario trasformare le variabili in somme e prodotti.
La risoluzione con questo metodo per ogni potenza {\displaystyle n} è evidente se si considera il triangolo di Tartaglia: data  una potenza {\displaystyle n,} per ogni termine del tipo {\displaystyle a^{k}b^{(n-k)}}, ne esiste uno del tipo  {\displaystyle a^{(n-k)}b^{k}}. Con un raccoglimento a fattor comune dei due termini, si otterranno: un termine del tipo {\displaystyle a^{(n-k)}b^{(n-k)}(a^{(2k-n)}+b^{(2k-n)})}, per {\displaystyle n-k<k}, ossia {\displaystyle n<2k}.
Le formule di Waring sono deducibili (per una data potenza {\displaystyle n}) dalla formula di Tartaglia, scomponendo la sommatoria in tre tipi di termini:
- {\displaystyle a^{n}+b^{n}},
- {\displaystyle a^{n/2}b^{n/2},\quad } per {\displaystyle n} pari,
- {\displaystyle a^{m}b^{m}(a^{o}+b^{o}),} dove:

{\displaystyle m=[1;n],}
{\displaystyle o=[1;n-2k]} con {\displaystyle k} numero intero.
Dunque, nelle sommatorie troviamo: la potenza {\displaystyle n}-esima del binomio, il prodotto dei termini elevato a metà potenza, dei termini "misti" di potenze del prodotto dei termini e di loro somme  secondo multipli interi di 2 (fino a {\displaystyle n}; o {\displaystyle n-1}, se {\displaystyle n} è dispari).
Abbiamo riportato le formule di Waring per potenze superiori alla quarta per generalizzare agevolmente la formula, a {\displaystyle n} qualsiasi.
{\displaystyle a^{n}+b^{n}=(a+b)^{n}-\sum _{i=1}^{f_{1}}T_{i}a^{i}b^{i}[a^{n-2i}+b^{n-2i}]-f_{2},}
dove:
- per {\displaystyle n} dispari, {\displaystyle {f_{1}}=n/2} e {\displaystyle {f_{2}}=0};
- per {\displaystyle n} pari, {\displaystyle {f_{1}}=[n/2-1]} e {\displaystyle {f_{2}}={T_{i}}a^{n/2}b^{n/2}}, con {\displaystyle T_{i}} coefficiente {\displaystyle i}-esimo del triangolo di Tartaglia per la potenza {\displaystyle n}, iniziando a contare da quello più a sinistra.